# Parapales pectinipes
Parapales pectinipes är en tvåvingeart som beskrevs av Louis-Paul Mesnil 1977. Parapales pectinipes ingår i släktet Parapales och familjen parasitflugor.
Artens utbredningsområde är Madagaskar. Inga underarter finns listade i Catalogue of Life.